# Felsőszenterzsébet
Felsőszenterzsébet is een plaats (község) en gemeente in het Hongaarse comitaat Zala. Felsőszenterzsébet telt 16 inwoners (2001).

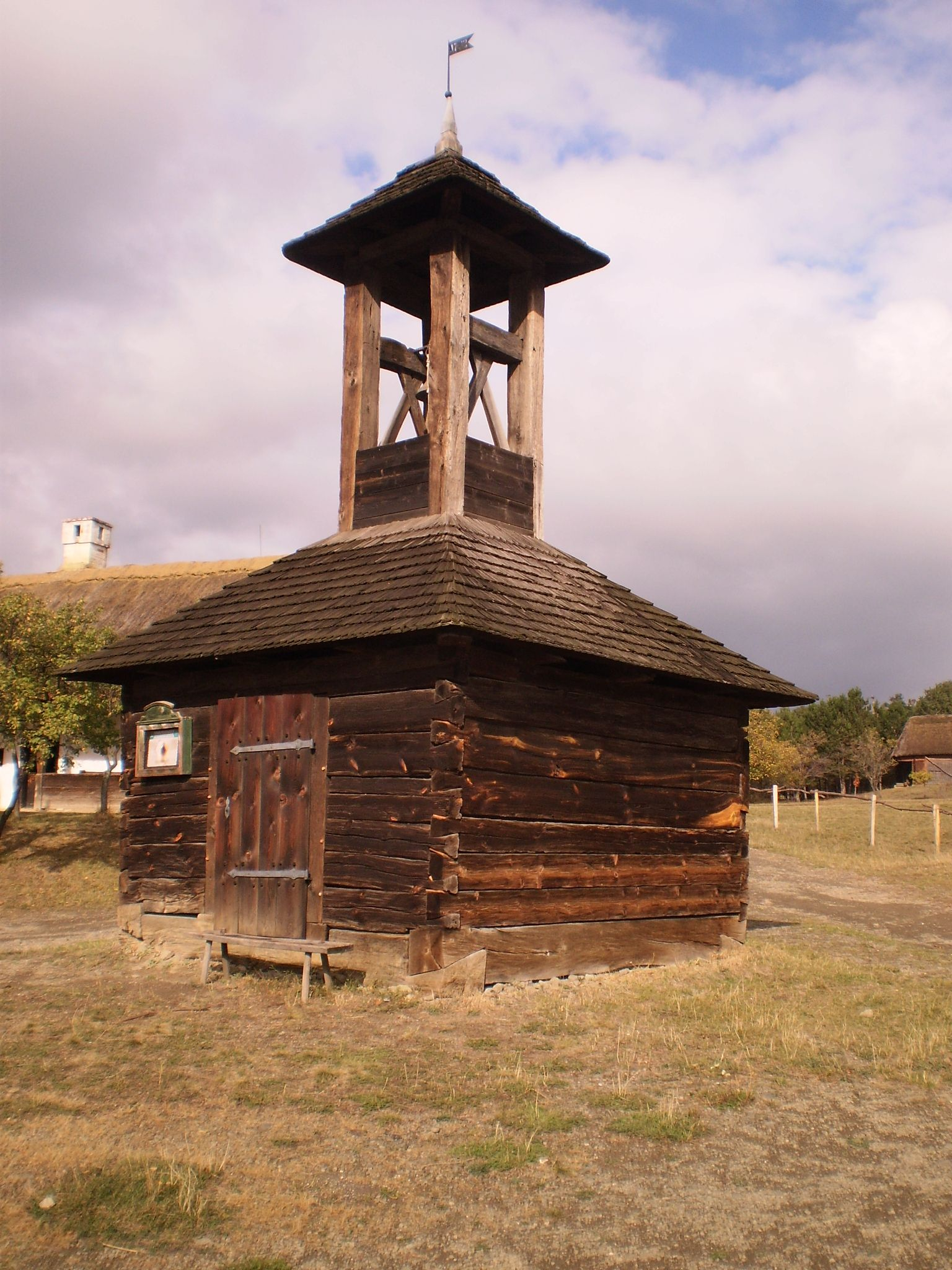
Kapel